# Международная неделя ООН
Международная неделя ООН — официально установленная ООН международная памятная неделя. В основном учреждается резолюциями Генеральной Ассамблеи ООН.

## Февраль
- 3-9 февраля — Всемирная неделя гармоничных межконфессиональных отношений[1] указана неделя в 2014 году, первая неделя февраля

## Март
- 21-27 марта — Неделя солидарности с народами, борющимися против расизма и расовой дискриминации[2]

## Апрель
- 23 — 29 апреля 2007 года — Глобальная неделя безопасности дорожного движения ООН[3] только в 2007 году

## Май
- 25 — 31 мая — Неделя солидарности с народами несамоуправляющихся территорий[4]

## Август
- 1 — 7 августа — Всемирная неделя грудного вскармливания (ВОЗ)

## Октябрь
- 4 — 10 октября — Всемирная неделя космоса[3]
- 22 — 28 октября — Неделя разоружения[5]

## Ноябрь
- 10 — 16 ноября — Международная неделя науки и мира[6]